# アンドレイ・モイセエフ
アンドレイ・モイセエフ（Andrey Sergeyevich Moiseyev、ロシア語: Андрей Сергеевич Моисеев、1979年6月3日 - ）は、ロシアのロストフ・ナ・ドヌ出身の近代五種競技選手。
2004年アテネオリンピック、2008年北京オリンピックで2大会連続近代五種の金メダルを獲得した。